# Lozoya (Madrid)
Lozoya es un municipio y localidad española de la Comunidad de Madrid, situado en el valle alto del Lozoya, en la Sierra Norte. El término, que cuenta con una población de 617 habitantes (INE 2024), es atravesado por el río Lozoya, represado en el embalse de Pinilla.

## Toponimia
El nombre Lozoya, proviene de Loza, oza, osa, que significa "pastizal" en la forma dialectal del vasco de Guipúzcoa, ya que vascos fueron los primeros repobladores del valle, tras la Reconquista.[cita requerida]

## Símbolos
El escudo heráldico y la bandera que representan al municipio fueron aprobados oficialmente el 26 de abril de 2004. El escudo se blasona de la siguiente manera:

Partido: Primero, en campo de plata, tres fajas ondeadas de azur; segundo, en campo de azur, cinco veneras de oro puestas en sotuer, bordura de gules, con cinco aspas de oro. Escudo timbrado con la Corona Real de España.
Boletín Oficial de la Comunidad de Madrid nº 128 de 31 de mayo de 2005

La descripción textual de la bandera es la siguiente:

Paño rectangular, de proporciones 2:3, de color blanco, con tres fajas ondeadas azules. Al centro el escudo de armas municipal de la villa de Lozoya, timbrado de la Corona Real de España.
Boletín Oficial de la Comunidad de Madrid nº 128 de 31 de mayo de 2005

## Geografía
Ubicación
El municipio de Lozoya está enclavado en la embocadura del valle alto del Lozoya y es el segundo más grande en extensión de la Sierra Norte de Madrid, después de Rascafría. Limita al este con Navarredonda y Gargantilla del Lozoya y Pinilla de Buitrago, al sur con Canencia, al oeste con Pinilla del Valle y al norte con Navafría y Aldealengua de Pedraza, ambas en la provincia de Segovia. La localidad está a 85 km de la ciudad de Madrid.
| Noroeste: Torre Val de San Pedro | Norte: Navafría y Aldealengua de Pedraza | Noreste: Navarredonda y San Mamés                  |
| Oeste: Pinilla del Valle         |                                          | Este: Gargantilla del Lozoya y Pinilla de Buitrago |
| Suroeste: Pinilla del Valle      | Sur: Canencia                            | Sureste: Canencia                                  |

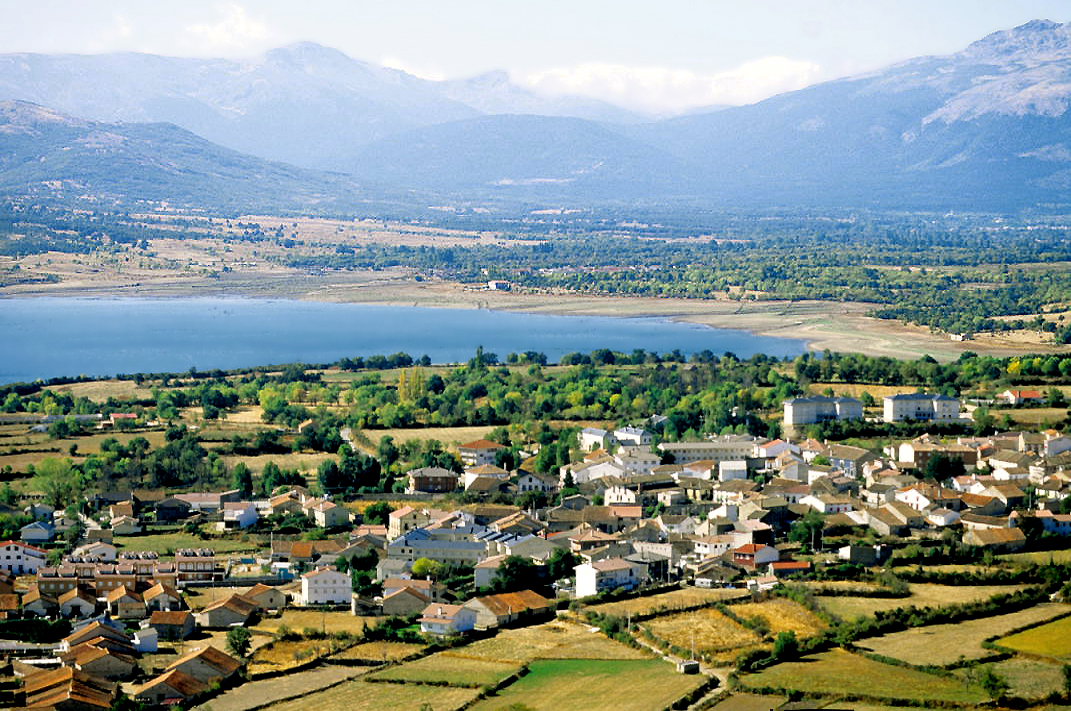
Lozoya, el embalse de Pinilla y el valle del Lozoya

El municipio está rodeado por los montes Carpetanos al norte y la sierra de Canencia al sur, y su relieve es especialmente montañoso. Existe una única cuenca en el término municipal, la del río Lozoya, que a su paso por Lozoya está represado formando el embalse de Pinilla. En este embalse desembocan numerosos arroyos que discurren por el término municipal de Lozoya, como el del Villar o el de la Fuensanta. Este último nace en el monte del Reventón y discurre por el casco urbano tras nutrirse de las aguas de los arroyos de Navarejo y del Palomar que nacen en el monte del Reajo Alto. El territorio está cruzado por diferentes vías pecuarias, siendo la primera de éstas la Cañada de Gargantilla a Navarredonda. La localidad está situada a una altitud de 1116 m sobre el nivel del mar.

## Historia
Los primeros pobladores del valle del Lozoya están datados, según los yacimientos arqueológicos, hace unos 100.000 años. Muchos siglos después serían los arévacos los que poblaron estos Montes Carpetanos, resistiéndose al dominio de las legiones romanas. Pero hasta el siglo XI no se puede considerar la fundación de Lozoya mediante una repoblación de tierra conquistada después de múltiples reyertas entre cristianos y musulmanes.

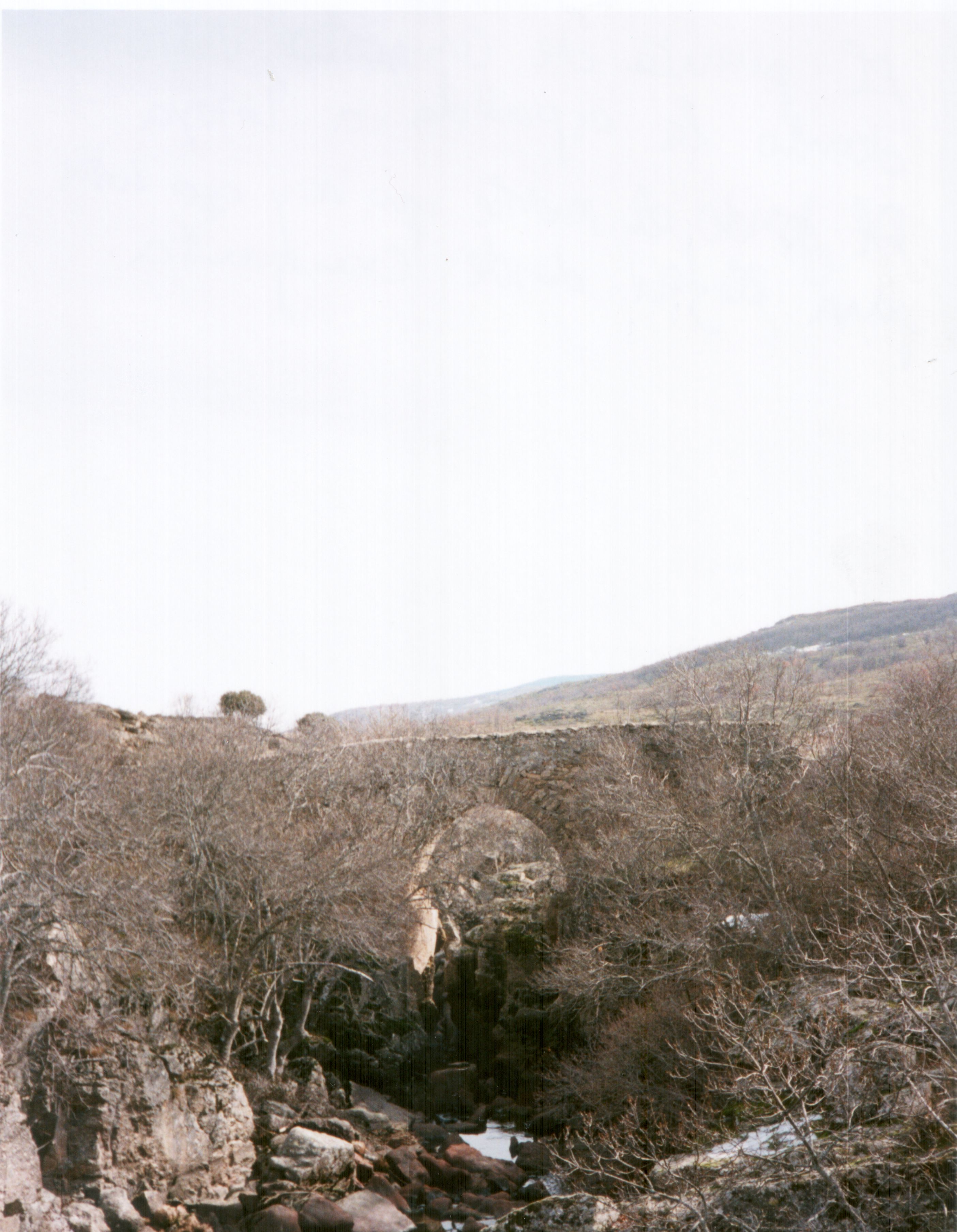
Puente del Congosto sobre el río Lozoya (construido en el)

Este valle fue gestionado por los Quiñones dependientes del Concejo de Segovia, creándose el Sexmo de Valdelozoya, situando Lozoya como su capital. Se repobló la zona requiriendo a aquellos que se establecieran en ellas a fabricar casa y poseer caballo propio que valiera 200 maravedíes y sirviera para asir y portar lanza.
Estos quiñones del sexmo de Lozoya son los antecedentes de los actuales municipios del valle. Los recursos naturales eran bienes comunales administrados por unidades administrativas menores: los sexmos. El Sexmo de Lozoya con su capital en Lozoya, tiene su origen la Reconquista, siendo una figura que continúa en vigor, y es el alcalde el sexmero o representante del mismo.
Hasta el siglo XIX la zona vivía de la explotación de sus recursos naturales (aprovechamiento de los pinares, fabricación de carbón de roble y productos ganaderos) además de un pequeño sector industrial: fábrica de papel, caleras de caliza, diversos molinos harineros, batanes y telares de lino.
En 1833 la división provincial de Javier de Burgos haría pasar a Lozoya y su entorno de ser parte de la provincia de Segovia a la de Madrid.
El fin de siglo atrajo la atención de los pedagogos de la Institución Libre de Enseñanza quienes empezaron a divulgar los encantos de estos rincones como recurso educativo y patrimonio para el ocio, y la conservación.
Después, fueron la Real Sociedad Española de Alpinismo Peñalara y la generación del 27 los que impulsaron y convirtieron el valle en importante centro de atracción turística y seña de identidad para la Sierra Norte.
A mediados del siglo XIX, el lugar contaba con unas 130 casas. La localidad aparece descrita en el décimo volumen del Diccionario geográfico-estadístico-histórico de España y sus posesiones de Ultramar de Pascual Madoz de la siguiente manera:

LOZOYA: v. con ayunt. de la prov., aud. terr. y c. g. de Madrid (15 leg.), part. jud. de Torrelaguna (2 1/2), dióc. de Toledo (26). sit. á la entrada del valle del mismo nombre entre las sierras y cordilleras que van á los puertos de Guadarrama y la Fonfria y en terreno bastante húmedo; la combaten los vientos N., S. y O., y su clima frio es propenso a tercianas y estacionales: tiene como 130 casas de mediana construccion; la de ayunt., cárcel, escuela de instruccion primaria comun á ambos sexos á la que concurren 20 niños y 12 niñas que se hallan á cargo de un maestro dotado con 1,400 rs.: una fuente de piedra pero sin agua, y una igl. parr. (El Salvador) servida por un párroco, cuyo curato es de primer ascenso y de provision en concurso: los vecinos se surten de aguas potables de varias fuentes de buenas aguas que se encuentran esparcidas por el térm.: este confina N. Gargantilla; E. Garganta y Canencia; S. Pinilla, y O. Castilla la Vieja: se estiende una leg. poco mas o menos en todas direcciones; y se encuentra en él un monte de roble; 2 ermitas, la de Fuensanta entre O. y N.; y la de la Virgen de las Vegas, al S.: le atraviesan á 500 pasos E. de la v. el r. Lozoya en el que hay un hermoso puente, y un arroyo que nace en las sierras y se une al Lozoya, á poca dist. de su nacimiento: el terreno es frio y húmedo, pero de buena calidad para granos y pastos. caminos los que dirigen á los pueblos limítrofes en mal estado, y la mayor parte con arbolado. El correo se recibe por Buitrago por balijero los martes y sábados, saliendo en los mismos dias. prod.: trigo tremesino, cebada, centeno, mucho lino, y escelente hortaliza, mantiene abundante ganado lanar, vacuno y yeguar; cria caza de liebres, conejos, perdices y algún jabalí; y pesca de truchas y barbos. ind. y comercio: la agrícola, 2 molinos harineros, y esportacion de carbon, madera y alguna lana. pobl.: 130 vec., 2,072 alm. cap. prod. 2.918,253 rs. imp. 190,957. contr. segun el cálculo general y oficial de la prov. 9'65 por 100.
(Madoz, 1847, p. 401)

## Lugares de interés

### Casco urbano

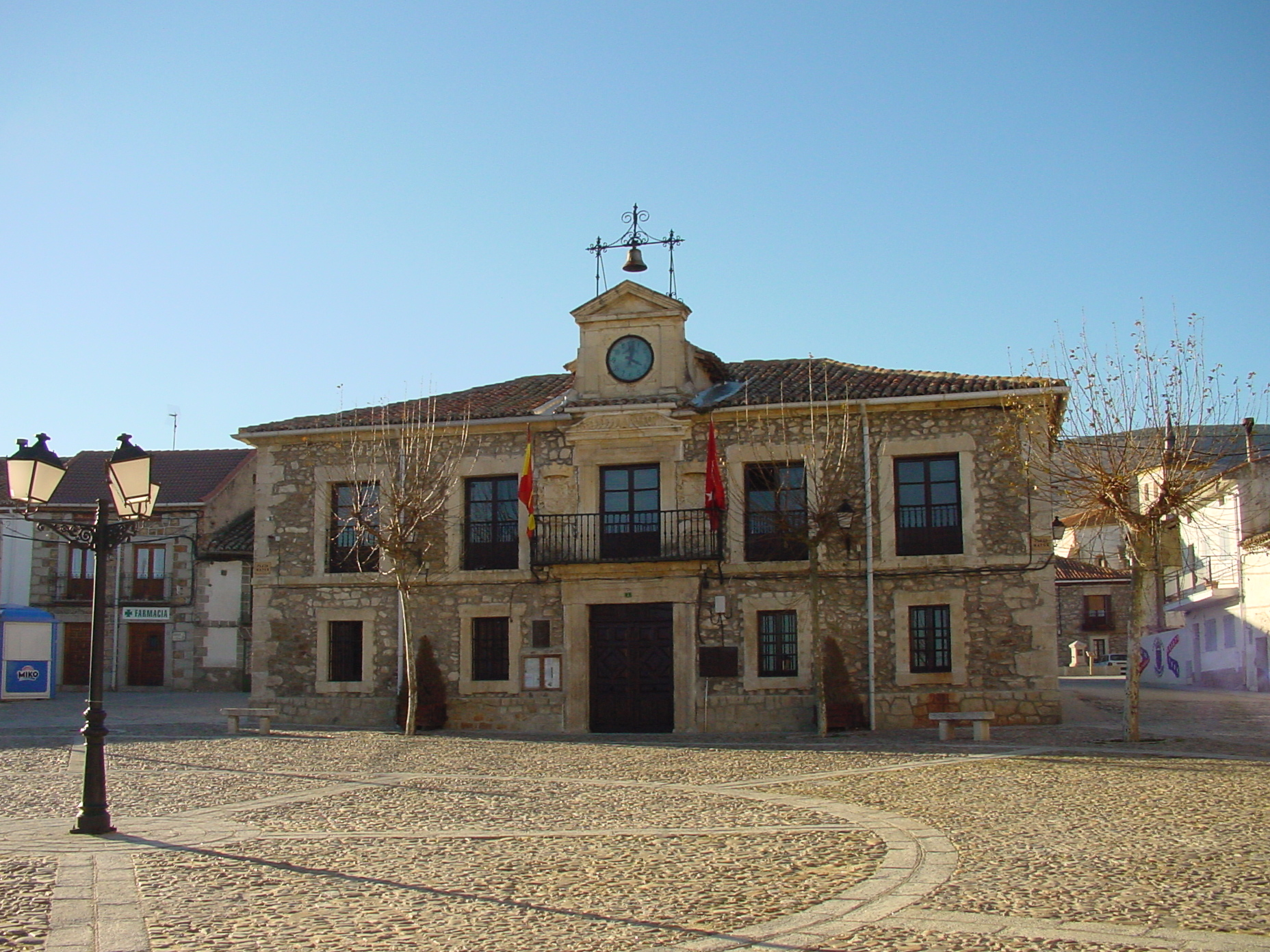
Ayuntamiento del municipio

El casco urbano de Lozoya está localizado en la falda solanera del monte Reajo Alto a una altitud de 1116 metros sobre el nivel del mar. Los lugares de mayor interés en el mismo son el edificio del ayuntamiento, el antiguo convento la fuente de los cuatro caños y la iglesia de El Salvador.
El edificio del ayuntamiento data del siglo XVII y es de estilo barroco. 

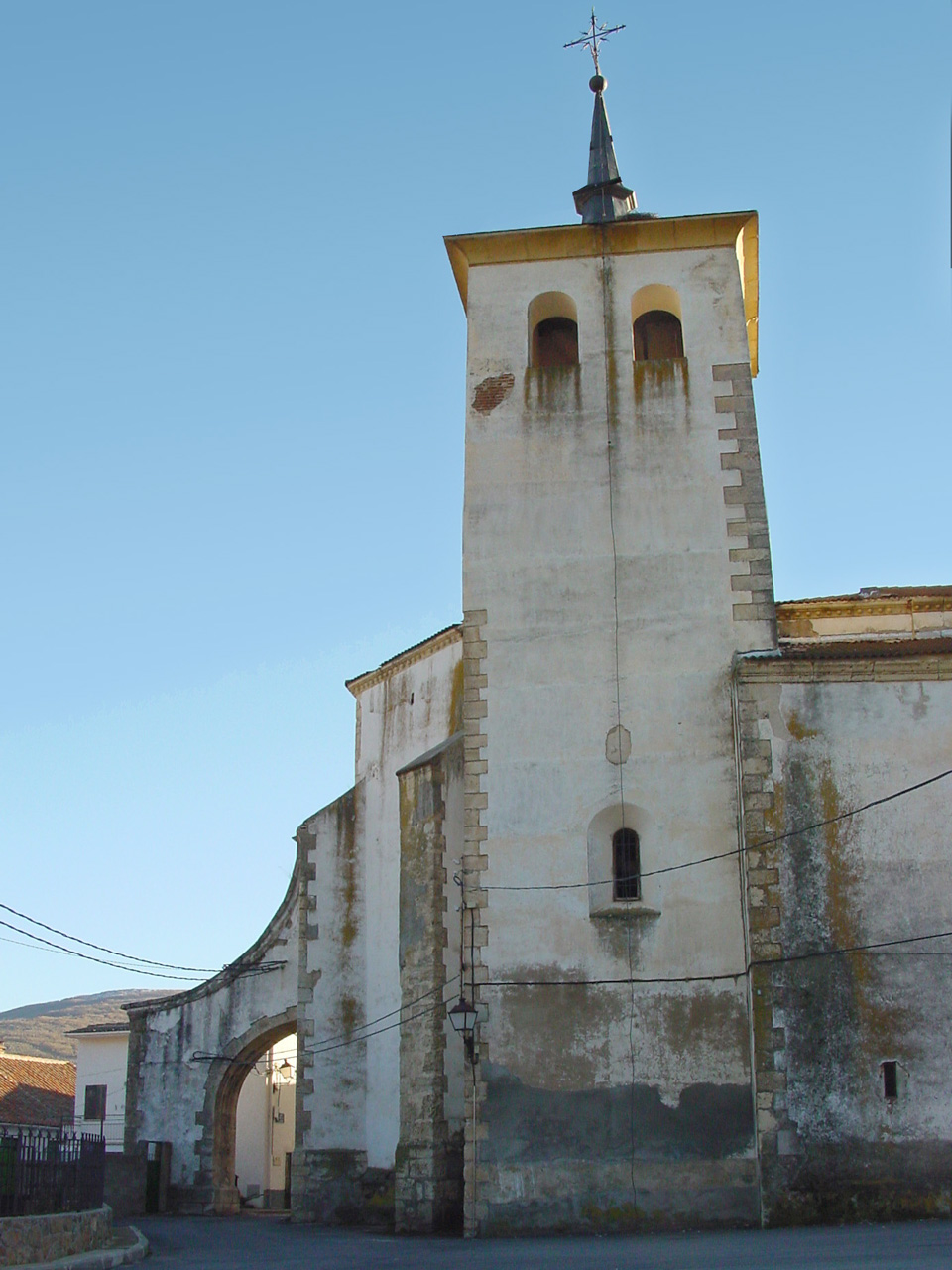
Iglesia de El Salvador

El antiguo convento se encuentra situado al lado de la plaza del ayuntamiento y ocupa una extensa manzana de forma irregular cercada con una tapia de mampostería. El edificio original fue construido en el siglo XVI por los Suárez de la Concha, señores de la villa, siendo utilizada como residencia familiar hasta mediados del siglo XIX. A finales del XVIII el palacio se encontraba completamente arruinado y fue reedificado por el cuarto marqués de Lozoya. 

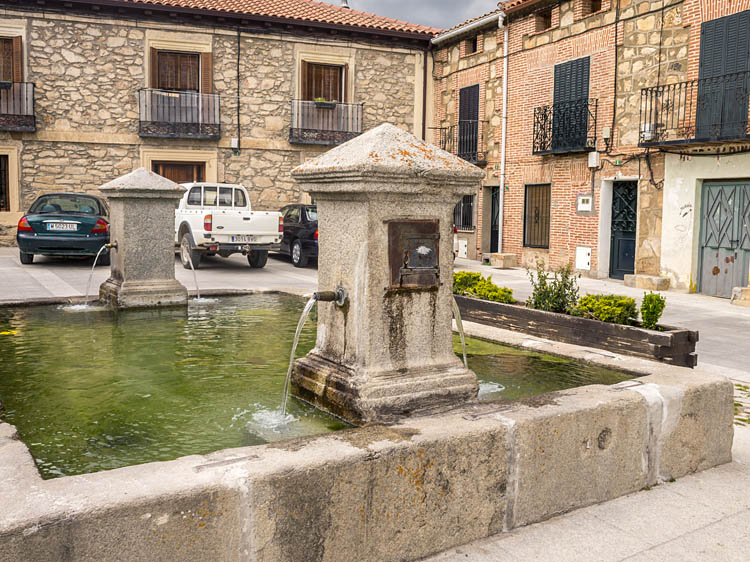
Fuente de los cuatro caños.

La fuente de los Cuatro Caños data de finales del siglo XVIII. 
La iglesia de El Salvador fue edificada durante el siglo XVI, se compone de tres naves separadas por arcos de medio punto soportados por columnas. Posee, además, una capilla con bóveda gótica y un púlpito plateresco.

### Sabinar
La solana del monte del Chaparral, situado al nordeste del término municipal de Lozoya, alberga el único sabinar de la Comunidad de Madrid. En este monte, las sabinas forman un bosque mixto con enebros y encinas.

## Demografía
Cuenta con una población de 617 habitantes (INE 2024).
| Gráfica de evolución demográfica de Lozoya entre 1842 y 2021                                                          |
| |
| Población de derecho según los censos de población del INE. Población de hecho según los censos de población del INE. |

## Economía
La economía de Lozoya del Valle se basa en la ganadería y sobre todo en el turismo rural, siendo esta una población que destaca por la calidad de su gastronomía y la riqueza de sus paisajes.

## Fiestas
Las Fiestas del Salvador se celebran a principios de agosto. La duración de las fiestas del Salvador suele ser de 4 o 5 días como máximo.

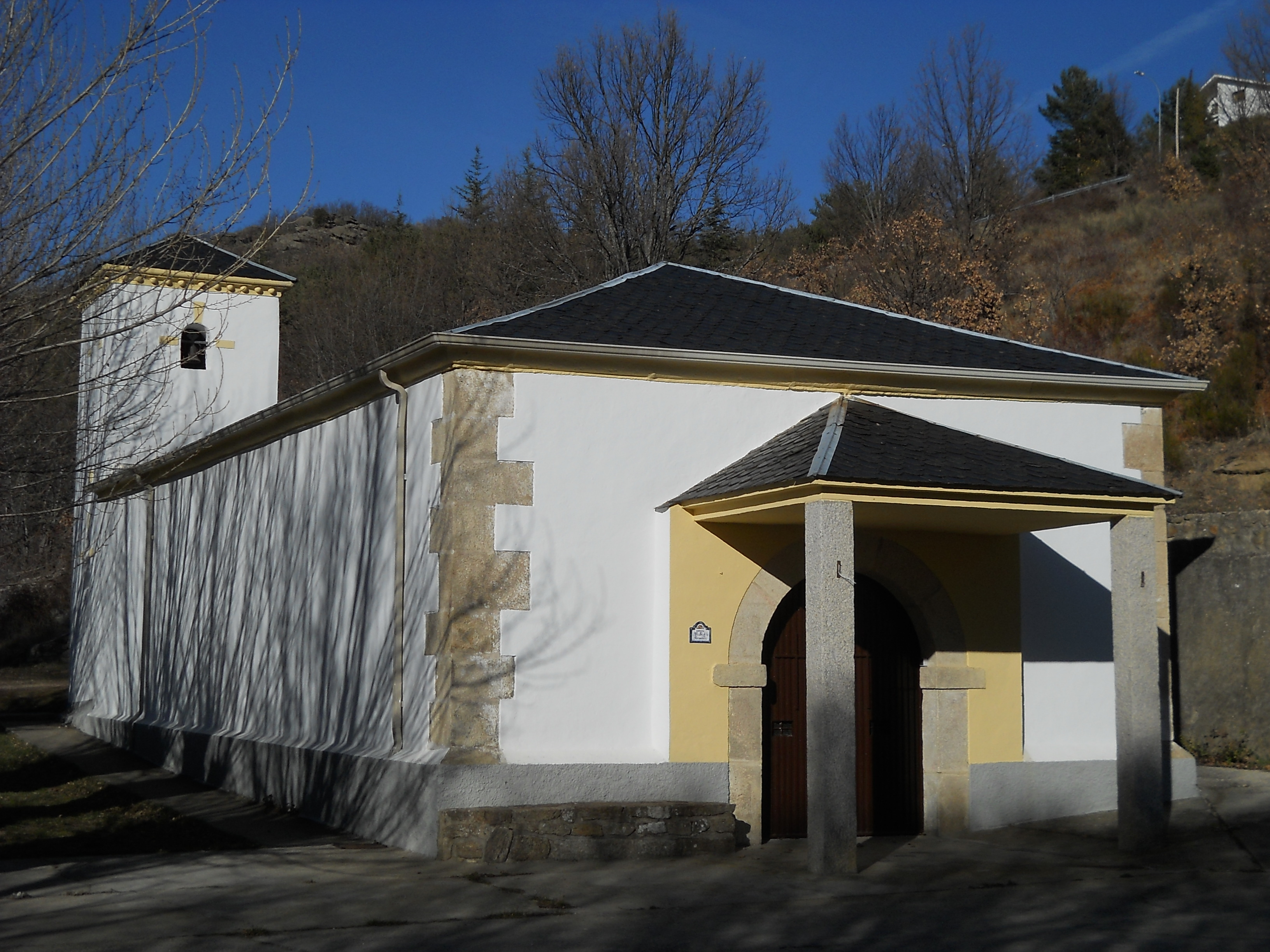
Ermita de Nuestra Señora de la Fuensanta

Las fiestas de la Virgen de la Fuensanta son las fiestas grandes de Lozoya. Se celebran el primer fin de semana de octubre. Duran cinco días en los que se realizan todo tipo de actividades, desde las corridas de toros, baile en la plaza por las noches, concursos (famoso es el concurso de disfraces), talleres, caldereta (el martes, a la que asiste todo el que quiera degustar un buen plato de carne de toro), etc. 
El 20 de enero se celebra la festividad de San Sebastián. Es el único día del año que se celebra un concejo abierto y popular para todos los vecinos y nombramiento de aquellos que se hagan "nuevos vecinos". Durante esta festividad sale por las calles la "Vaquilla" engalanada por jóvenes y mujeres. La vaquilla no es otra cosa que un armazón de madera cubierta con una sábana blanca y acicalado con orlas de colores y una cornamenta real de vaca.

## Educación
En Lozoya hay una guardería (una pública) y un colegio público de educación infantil y primaria.

## Transporte público
Lozoya tiene dos líneas regulares de autobús interurbanos, una de ellas comienza su recorrido en el intercambiador de Plaza de Castilla. Las dos líneas están operadas por la empresa ALSA.
| Línea | Recorrido                                   | Operador |
| ----- | ------------------------------------------- | -------- |
| 194   | Madrid (Plaza de Castilla) – Rascafría      | ALSA     |
| 194A  | Buitrago del Lozoya - Lozoyuela - Rascafría | ALSA     |